# Porträtt av Lorenzo Cybo
Porträtt av Lorenzo Cybo är en oljemålning av den italienske manieristiske konstnären Parmigianino. Den målades 1523, förvärvades 1763 av Fredrik V av Danmark och överfördes sedermera till Statens Museum for Kunst i Köpenhamn.
Lorenzo Cybo (1500–1549) var italiensk greve och militär, släkt med såväl Lorenzo de' Medici som påvarna Innocentius VIII och Leo X. Han lät sig porträtteras av Parmigianino 1523 i samband med att han utnämnts till befäl i Schweizergardet, vilket framgår av inskriptionen i det nedre högerhörnet. Giorgio Vasari noterade i sina efterlämnade skrifter att "som ett resultat av sin berömmelse valde Lorenzo Cybo, kaptenen för Schweizergardet och en mycket stilig man, att låta sig porträtteras av Francesco; man kan säga att konstnären inte porträtterade honom utan snarare skapade honom av kött och blod." I Parmigianinos (egentligen Girolamo Francesco Maria Mazzola) levande porträtt har Lorenzo Cybo avbildats med rak hållning och reserverad blick. Han utstrålar arrogans och med en avslappnad ställning håller han en dolk och ett mäktigt tvåhandssvärd – den senare bärs av ett litet barn som med stora ögon tittar upp på svärdet och dess ägare. I förgrunden syns ett spelbord med tärningar och marker.